# Neoscona pavida
Neoscona pavida là một loài nhện trong họ Araneidae.
Loài này thuộc chi Neoscona. Neoscona pavida được Eugène Simon miêu tả năm 1906.